# Longarone
 Longarone ist eine italienische Gemeinde in der Provinz Belluno, Region Venetien.
Bei der Katastrophe vom Vajont 1963 wurden fast alle Einwohner durch die Folgen eines Erdrutsches in den Stausee an der Vajont-Staumauer oberhalb der Gemeinde getötet und der Ort bis auf einen Kirchturm zerstört. Danach erfolgte ein teilweiser neuer Aufbau.

## Lage und Einwohner
Longarone liegt etwa 20 km nördlich der Provinzhauptstadt Belluno, im Tal des Piave. Die knapp 122 m² große Gemeinde hat zusammen mit den Fraktionen Castellavazzo, Codissago, Dogna, Faè, Fortogna, Igne, Olantreghe, Pirago, Muda, Maè, Podenzoi, Provagna, Rivalta, Roggia und Soffranco 5012 Einwohner (Stand 31. Dezember 2023). Südlich des Kernorts fließt ihm der Torrente Maè von Westen aus dem Val di Zoldo zu. Von Osten mündet der Torrente Vajont, dessen Aufstauung zur Katastrophe führte. In Longarone endet der Dolomiten-Höhenweg 3.
Die Nachbargemeinden von Longarone sind Belluno, Erto e Casso (PN), Forno di Zoldo, La Valle Agordina, Ospitale di Cadore, Ponte nelle Alpi, Sedico und Soverzene.

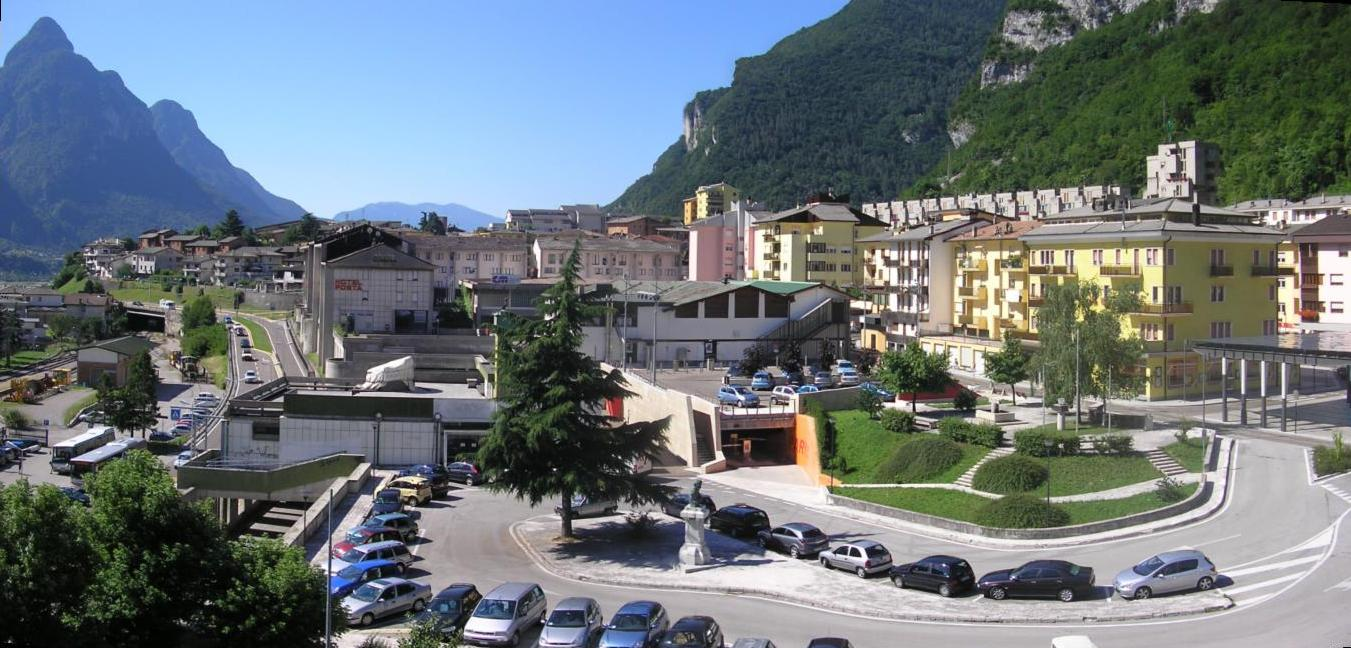
Longarone nach dem Wiederaufbau

### Bevölkerungsentwicklung

Der erhaltene Kirchturm

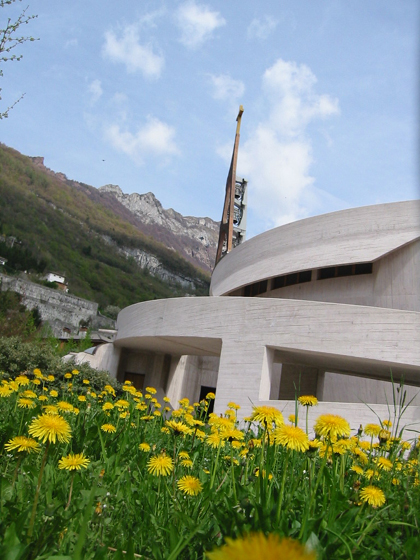
Die neue Kirche

## Geschichte
Longarone wird zum ersten Mal in einem Dokument aus dem Jahre 1190 erwähnt. Es war eines der Dörfer, die den mittleren Lauf des Flusses Piave säumen. Der Name ist geographischen Ursprungs und kommt von Longoria, einem antiken Ausdruck, der ein schmales Landstück entlang eines Flusses beschreibt. Das ursprüngliche bürgerliche und religiöse Zentrum war Pieve di Lavazzo, das auf Grund seiner geschützten Lage eine wesentlich weiter in die Vergangenheit zurückreichende Geschichte aufweist.
Die Vororte Dogna und Provagna am linken Ufer des Piave, Pirago und Fortogna am rechten, waren größere und wichtige Ansiedlungen des heutigen Zentrums und haben eine höhere Anzahl an historischen Funden hervorgebracht. Die ältesten Bauwerke dieser Gegend sind die Brücke von Muda Maè und ein Teil der Straße bei Roggia.
Im Jahr 1360 erhielt Longarone eine eigene kleine Kirche, die in der Folgezeit umgebaut und dem Hl. Christophorus geweiht wurde. Man nutzte sie dann als Taufkapelle. In der Nähe der Kirche befand sich ein Altenheim. In der ersten Hälfte des 15. Jahrhunderts traten Belluno und sein Umkreis in die Venetianische Republik ein und Longarone wurde zum Handelszentrum. Die ersten Sägewerke wurden am Piave errichtet. Der Waldbestand wurde immer wichtiger, so dass sich die Serenissima dafür interessierte.
Anfang des 18. Jahrhunderts begann der Zuzug von wohlhabenden Arbeiter-, Händler- und Verwalterfamilien nach Longarone, die hier ihre Betriebe und Villen errichteten, wie z. B. der nicht erhaltene Palazzo Sartori mit seiner charakteristischen Treppe oder die ebenfalls untergegangene Villa Stefani, die später als Villa Malcolm bekannt wurde. Andere Villen stehen noch, wie z. B. der Palazzo Mazzolà, der heutige Sitz des Rathauses. Das 18. Jahrhundert war die Blütezeit der künstlerischen Tätigkeiten der Stadt. Aus Longarone stammen der Ziselierer Niccolò Cavalli, Pietro Gonzaga, Maler und Bühnenbildner am Hof des Zaren, und Caterino Mazzolà, der unter anderem das Libretto für Mozarts Oper La clemenza di Tito verfasste.
Im 19. Jahrhundert beteiligten sich einige Bewohner am Aufstand Norditaliens gegen die Herrschaft der Habsburger. Einer davon war Jacopo Tasso, der 1849 in Treviso von den Österreichern hingerichtet wurde und dem zu Ehren in Longarone ein Denkmal steht.
Am 9. Oktober 1963 wurde die Stadt durch die Katastrophe vom Vajont fast vollständig zerstört. Dieser fielen fast alle der damals rund 2000 Einwohner zum Opfer. Ein einzelner Kirchturm blieb stehen und wurde als Erinnerung an das Unglück erhalten.
In den 1960er und 1970er Jahren wurde die Stadt wieder aufgebaut. Unter anderem entstand auch die moderne Kirche Santa Maria Immacolata.
Jährlich findet in Longarone u. a. die „Mostra Internazionale del Gelato Artigianale“ (Internationale Messe für Speiseeis) statt.
Am 21. Februar 2014 wurde Castellavazzo mit der Gemeinde Longarone zusammengeschlossen. Die neue Gemeinde behielt den Namen Longarone.

## Gemeindepartnerschaften
Partnergemeinden von Longarone sind Bagni di Lucca in der Toskana und Urussanga im brasilianischen Bundesstaat Santa Catarina.

## Söhne und Töchter der Gemeinde
- Corrado Dal Fabbro (1945–2018), Bobfahrer